# ヨコウン
ヨコウン株式会社（英: YOKOUN Co.,Ltd.）は、秋田県横手市に本社を置く日本の総合物流事業者である。秋田県（横手市・秋田市）と岩手県（盛岡市・北上市・一関市）の各所に営業拠点を置いている。

## 概要
1881年（明治14年）に「塩田陸運社」として塩田儀三郎が創業。当時は水運事業を主体に行っていたが、時代の流れとともに荷馬車、鉄道、自動車と変遷していった。1951年（昭和26年）には現在の会社に当たる「横手運送株式会社」を設立。1991年（平成3年）に、現在も使用されている「YOKOUN」のロゴマークを決定。2012年（平成24年）6月15日には、社名も「ヨコウン株式会社」に改められた。
同社の主力事業は運輸業だが、通関業をはじめとした流通加工業やリサイクル業など、物流に囚われないサービスも行っている。

## 沿革
以下、注釈の無い項目は公式サイトの情報によるもの。
- 1881年（明治14年） - 創業。
- 1926年（大正15年） - 「横手合同運送株式会社」設立。
- 1944年（昭和19年） - 「雄平通運株式会社」設立。
- 1945年（昭和20年） - 日本通運株式会社横手支店に統合。
- 1951年（昭和26年）2月 - 「横手運送株式会社」設立。
- 1969年（昭和44年）7月 - 「有限会社あたご商事」設立。
- 1972年（昭和47年）7月 - 自家給油スタンドを設置。給油業務開始。
- 1974年（昭和49年）
  - 1月 - 横手市学校給食センター運搬業務契約締結。
  - 9月 - 秋田県南トラック事業協同組合に加入。
- 1975年（昭和50年）5月 - 北上地区トラック事業協同組合に加入。
- 1976年（昭和51年）10月 - 本社を卸町8番14号へ移転。
- 1980年（昭和55年）
  - 3月 - 秋田港営業所認可。
  - 12月 - 北上営業所認可。
- 1982年（昭和57年）4月 - 納品代行業務開始。
- 1986年（昭和61年）12月 - 自動車運送取扱事業登録。
- 1987年（昭和62年）11月 - 配送センター営業所認可。
- 1989年（平成元年）6月 - 軽車両等運送事業開始。
- 1990年（平成2年）11月 - 横手市杉沢にパクトセンター設置。
- 1991年（平成3年）
  - 4月 - CIを導入、ロゴマークを変更。
  - 6月 - ガソリンスタンド事業開始（2018年閉鎖）。
- 1993年（平成5年）10月 - 秋田貨物駅事務所開設。
- 1995年（平成7年）9月 - 秋田南営業所認可。
- 1997年（平成9年）6月 - 全車両に車載コンピュータを導入。
- 1998年（平成10年）
  - 4月 - 通関業許可。
  - 6月 - 食糧庁指定倉庫営業認可。
  - 9月 - 産業廃棄物収集運搬許可。
- 2003年（平成15年）8月 - ヤマダ物流センター営業所認可。
- 2004年（平成16年）
  - 4月 - 整備部門を「有限会社ヨコウンオートサービス」として分社化。
  - 5月 - 秋田北営業所認可。
  - 9月 - 「有限会社ヨコウンロジテム」設立。
- 2005年（平成17年）4月 - 仙台営業所認可（2007年撤退）。
- 2006年（平成18年）
  - 6月 - 全車両に第2世代デジタルタコグラフを導入。
  - 11月 - 美郷物流センター開設。
- 2008年（平成20年）3月 - 第3倉庫営業認可。
- 2010年（平成22年）3月 - 株式会社都南貨物（岩手県）と業務提携。ヨコウングループへ。
- 2011年（平成23年）9月 - 一関営業所認可。
- 2012年（平成24年）6月15日 - 社名を「ヨコウン株式会社」に変更。
- 2013年（平成25年）
  - 4月 - ソーラー事業開始。
  - 5月10日 - 横手市と災害発生時等における協力に関する協定を締結[3]。
  - 10月 - 金ヶ崎営業所認可（2014年撤退）。
- 2014年（平成26年）12月 - ヤマダ物流センター営業所を廃止し、本社営業所へ統合。
- 2017年（平成29年）
  - 3月 - 秋田営業所認可。秋田北営業所を廃止し、秋田営業所へ移転。
  - 4月 - 本社営業所を横手営業所へと名称を変更。
  - 6月 - 全車両に第3世代デジタルタコグラフを導入。
- 2018年（平成30年）
  - 3月 - 有限会社ヨコウンロジテムのピッキング業務を当社へ移管。
  - 4月 - 秋田菓子物流センター運営開始。
- 2019年（平成31年/令和元年）
  - 3月 - 株式会社都南貨物（グループ会社）の社名を「岩手ヨコウン株式会社」に変更。
  - 7月 - 横手営業所に冷凍・冷蔵倉庫完成。
- 2022年（令和4年）11月8日 - 地域総合整備財団（ふるさと財団）の本年度の「ふるさと企業大賞」にヨコウンを選定[4]。秋田市御所野の営業所にて表彰状伝達式を開催[4]。
- 2023年（令和5年）
  - 1月 - 秋田営業所に常温倉庫完成[5][6]。
  - 7月1日 - 本社を同横手町字大関越91番地1へ移転[7]。

## 営業拠点
秋田県
- 本社（秋田県横手市横手町字大関越91番地1）
- 横手営業所（秋田県横手市八幡字八幡161番地）
- 横手駅前営業所（秋田県横手市駅前町5番13号）
- 配送センター営業所（秋田県横手市杉沢字中杉沢592番地3）
- パクトセンター（秋田県横手市杉沢字中杉沢592番地の3）
- 美郷物流センター（秋田県仙北郡美郷町天神堂潟尻93）
- 秋田南営業所（秋田県秋田市御所野湯本1丁目1番10号）
- 秋田港営業所（秋田県秋田市土崎港相染町浜ナシ山8番1号)
- 秋田営業所（秋田県秋田市御所野湯本5丁目1番13号）
- 秋田菓子物流センター（秋田県秋田市御所野湯本1丁目1番9号）

岩手県
- 北上営業所（岩手県北上市流通センター10番20号）
- 一関営業所（岩手県一関市滝沢字鶴ケ沢86番地1）
- 岩手ヨコウン株式会社（岩手県紫波郡矢巾町流通センター南2丁目4番14号）

## 関連企業
- 有限会社 ヨコウンオートサービス
- 有限会社 あたご商事
- 岩手ヨコウン 株式会社
- 有限会社 ヨコウンロジテム